# Angelo Neumann
Angelo Neumann (ur. 18 sierpnia 1838 w Wiedniu, zm. 20 grudnia 1910 w Pradze) – austriacki śpiewak operowy, tenor.

## Życiorys
Początkowo terminował w zawodzie kupca, zdecydował się jednak poświęcić karierze muzycznej. Jego nauczycielką śpiewu była Therese Stilke-Sessi. Na scenie zadebiutował w 1859 roku w Berlinie, w kolejnych latach śpiewał w Krakowie, Oldenburgu, Bratysławie i Gdańsku. Od 1862 do 1876 roku związany był z Hofoper w Wiedniu. W latach 1876–1882 był dyrektorem teatru operowego w Lipsku, następnie od 1882 do 1885 roku prowadził teatr operowy w Bremie. Od 1885 roku do swojej śmierci w roku 1910 był dyrektorem Teatru Narodowego w Pradze.
Był propagatorem muzyki Richarda Wagnera. W 1882 roku założył wędrowny teatr wagnerowski, z którym podróżował po całej Europie, wystawiając m.in. tetralogię Pierścień Nibelunga i operę Ludwiga van Beethovena Fidelio. W 1907 roku opublikował tom wspomnień o Wagnerze pt. Erinnerungen an Richard Wagner.